# Долобський з'їзд

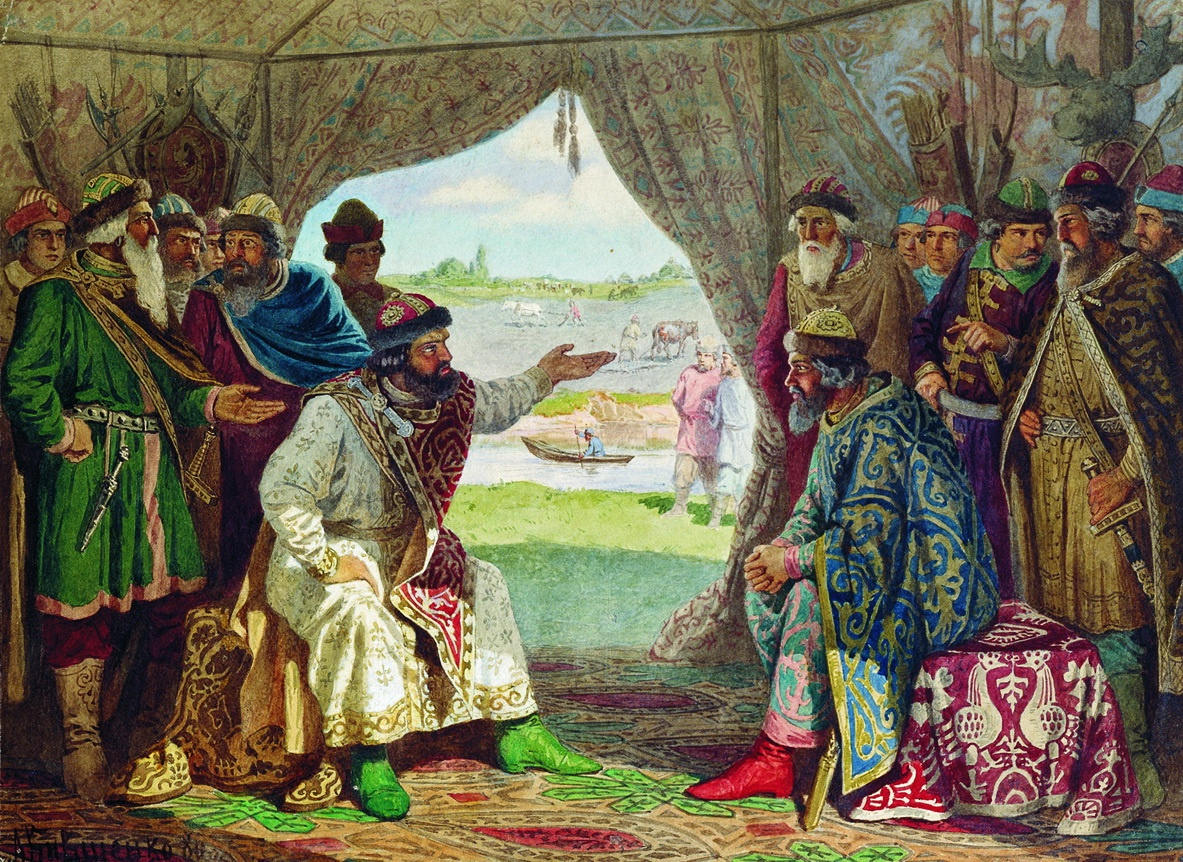
О. Д. Ківшенко. (1851—1895) «Долобський з'їзд князів — побачення князя Володимира Мономаха з князем Святополком».

Долобський з'їзд — один із значних етапів у намаганнях давньоруських князів припинити чвари та об'єднати зусилля перед половецькою загрозою. Відбувся на початку 1103 року біля Долобського озера поблизу Києва.

## Долобський з'їзд 1103 року
На Долобському з'їзді князів Володимир Мономах красномовно змалював тодішнє життя русичів: виїде смерд в поле орати, а половець раптово на нього нападе, вб'є його, забере коня, вирушить у село і там розграбує селянські пожитки, спалить тік, забере в полон дружину смерда і його дітей.
Переяславський князь Володимир Мономах і київський князь Святополк Ізяславич домовилися виступити спільним походом проти половців. До них приєдналося ще кілька князів.
Долобський з'їзд 1103 року, як і блискуча перемога руського війська, стали визначальними факторами у зміцненні Київської Русі, в певному зближенні руських князів, консолідації державних сил, посиленні авторитету Володимира Мономаха.

## Долобський з'їзд 1111 року в Іпатіївському літописі
Згідно з Іпатіївським літописом, 6619 (1111) року відбувся черговий з'їзд у Долобську між Володимиром Мономахом і Святополком Ізяславичем. Причиною їхньої зустрічі знову ж таки є планування походу проти половців, а також обмін тими самими аргументами за і проти походу, тільки сформульованими дещо по-іншому. Цього разу дружинники Святополка прямо погоджуються з аргументами Володимира, кажучи: «Воістину, це правда». Святополк у відповідь каже: «Тепер, брате, я готовий іти разом з тобою», а не «Дивись, я вже стою наготові», як у 1103 (6611) році. У 1111 році Мономах і Святополк посилають гінців до Давида Святославича, щоб той приєднався до них; у літописному записі під 1103 роком вони також посилають гінця до Олега Святославича, який відмовився через хворобу, але в 1111 році Олег взагалі не згадується.
Дослідники мають різні теорії, звідки взялося це очевидне дублювання, деякі вважають, що це сталося, коли редагування «Повісті временних літ» було завершено під час укладання так званого Київського зводу близько 1200 року.

## Локалізація з'їзду
Долобське озеро біля якого відбувався з'їзд наймовірніше, одна з заток Труханового острова, що відділяла від нього найсхідніший півострів — сучасну північну частину острова Долобецький. Тому, найімовірншіе, з'їзд відбувся на Трухановому острові у Києві.